# Great Natchez Tornado
Der Great Natchez Tornado zerstörte am 7. Mai 1840 weite Teile der Stadt Natchez, Mississippi, sowie viele Flachboote auf dem Mississippi. Der Wirbelsturm forderte in Mississippi und Louisiana insgesamt 317 Todesopfer. Er wäre nach der damals noch nicht existierenden Fujita-Skala wohl als F5 einzustufen gewesen.
Nur der Tri-State Tornado und je nach Zählung der St. Louis–East St. Louis Tornado von 1896 forderten mehr Todesopfer in den Vereinigten Staaten. Der Schaden wird auf 5 Millionen $ geschätzt (entspricht 107 Millionen $ im Jahr 2008).